# Flautas paleolíticas

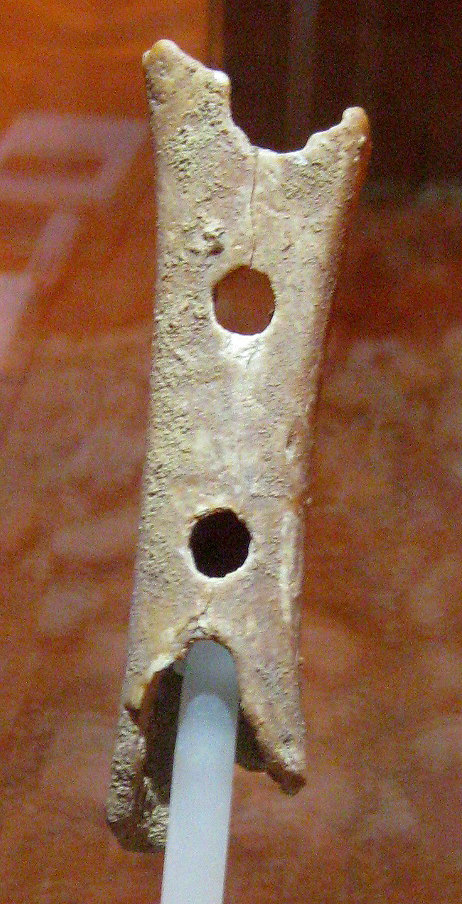

Designam-se flautas paleolíticas ou flauta de divje babe  as flautas datadas do Paleolítico Superior europeu. Começando cerca de 40.000 a.C. e indo até 35.000 a.C., as primeiras provas resultam de terem sido encontradas próximo dos Alpes Suábios, no sul da Alemanha e também no noroeste da Eslovénia. Essas flautas representam os primeiros instrumentos musicais conhecidos e dão indicações valiosas da música pré-histórica. A presença dessas flautas demonstra que uma tradição musical desenvolvida terá existido desde os primórdios da presença humana moderna na Europa.